# Mezinárodní skialpinistická federace
Mezinárodní skialpinistická federace (ISMF, anglicky: International Ski Mountaineering Federation) sdružuje národní skialpinistické svazy, vznikla v roce 2008 z Council for Ski Mountaineering Competition po osamostatnění od UIAA. Od roku 2010 je členem asociace SportAccord, je členem ARISF. Prezident federace má kancelář v Itálii, hlavní sídlo je ve švýcarském Lausssane. V srpnu 2016 se na zasedání MOV na LOH v Riu stala ISMF jeho členem a závodní skialpinismus se dostal mezi olympijské sporty.

## Pořádání závodů
- Mistrovství světa ve skialpinismu, první ročník pod ISMF v roce 2010
- Mistrovství Evropy ve skialpinismu, první ročník pod ISMF v roce 2009
- Mistrovství Asie ve skialpinismu, první ročník pod ISMF v roce 2009
- Mistrovství Jižní Ameriky ve skialpinismu, první ročník pod ISMF v roce 2009
- Mistrovství Severní Ameriky ve skialpinismu, první ročník pod ISMF v roce 2012
- Světové poháry ve skialpinismu
- Kontinentální poháry ve skialpinismu

### Věkové kategorie
dle ročníku narození
- kadeti a kadetky (16–18 let)
- junioři a juniorky (19–21 let)
- muži a ženy (22–40 let)
- veteráni (> 40 let)[2][3]

## Členské asociace
| Země                   | Česky                                                | Národní svaz                                                                         | Poznámky          |
| ---------------------- | ---------------------------------------------------- | ------------------------------------------------------------------------------------ | ----------------- |
| Andorra                | Andorrská horolezecká federace                       | Federació Andorrana de Muntanyisme (FAM)                                             |                   |
| Argentina              | Argentinská federace ...                             | Federación Argentina de Ski y Andinismo (FASA)                                       |                   |
| Belgie                 |                                                      | Climbing & Mountaineering Belgium asbl-vzw (CMBel)                                   |                   |
| Bulharsko              | Bulharská federace sportovního lezení a horolezectví | Bulgarian Climbing and Mountaineering Federation (BCMF)                              |                   |
| Česko                  | Český horolezecký svaz (ČHS)                         | Czech mountaineering association (CMF)                                               |                   |
| Čína                   | Čínský horolezecký svaz                              | Chinese Mountaineering Association (CMA) Archivováno 12. 1. 2016 na Wayback Machine. |                   |
| Francie                | Francouzská horolezecká federace                     | Fédération française de la montagne et de l’escalade (FFME)                          |                   |
| Chile                  | ...                                                  | Federación de Andinismo de Chile (FEACH)                                             |                   |
| Chorvatsko             | Chorvatský planinský svaz                            | Hrvatski Planinarski Savez (HPS)                                                     |                   |
| Írán                   | Íránská federace horolezectví a sportovního lezení   | I.R.Iran Mountaineering&Sport Climbing Federation (IRIMSCF)                          |                   |
| Itálie                 | Italská federace ...                                 | Federazione Italiana Sport Invernali (FISI)                                          |                   |
| Japonsko               | Japonský horolezecký svaz                            | Japan Mountaineering Association (JMA)                                               |                   |
| Jižní Korea            | Korejský horolezecká federace                        | Korean Alpine Federation (KAF)                                                       |                   |
| Kanada                 | Kanadský alpinský klub                               | Alpine Club of Canada (ACC)                                                          |                   |
| Lichtenštejnsko        | Lichtenštejnský alpský klub                          | Liechtensteiner Alpenverein (LAV)                                                    |                   |
| Německo                | Německý alpský klub                                  | Deutscher Alpenverein (DAV)                                                          |                   |
| Nizozemsko             | ...                                                  | Nederlandse Klim-en Bergsportvereniging (NKBV)                                       |                   |
| Norsko                 | Norský ...                                           | Norges Skiforbund (NSF)                                                              |                   |
| Polsko                 | Polský svaz alpinismu                                | Polski Związek Alpinizmu (PZA)                                                       |                   |
| Portugalsko            | Portugalská federace ...                             | Federação de Campismo e Montanhismo de Portugal (FCMP)                               |                   |
| Rakousko               | Rakouská organizace závodního skialpinismu           | Austrian Ski Mountaineering Organisation for Competitions (ASKIMO)                   |                   |
| Rumunsko               | Rumunská federace horolezectví a sportovního lezení  | Romanian Federation of Mountaineering and Climbing (RFMC)                            |                   |
| Rusko                  | Ruská horolezecká federace                           | Russian Mountaineering Federation (RMF)                                              |                   |
| Řecko                  | Řecká federace horolezectví a sportovního lezení     | Hellenic Federation of Mountaineering and Climbing (HFMCU)                           |                   |
| Slovensko              | Slovenská asociace skialpinismu                      | Slovak Skimountaineering Association (SSA)                                           |                   |
| Slovinsko              | Slovinský planinský svaz                             | Planinska zveza Slovenije (PZS)                                                      |                   |
| Spojené království     | Britský horolezecký svaz                             | British Mountaineering Council (BMC)                                                 |                   |
| Španělsko              | Španělská federace ...                               | Federación Española de Deportes de Montaña y Escalada (FEDME)                        |                   |
| Španělsko              | Katalánská federace ...                              | Federació d Entitats Excursionistes de Catalunya (FEEC)                              | associated member |
| Švédsko                | Švédský ...                                          | Svenska Klätterförbundet (SKF)                                                       |                   |
| Švýcarsko              | Švýcarský alpský klub                                | Schweizer Alpen-Club (SAC-CAS)                                                       |                   |
| Turecko                | Turecká federace ...                                 | Türkiye Dağcılık Federasyonu (TDF)                                                   |                   |
| Spojené státy americké | Americký alpský klub                                 | American Alpine Club (AAC)                                                           |                   |